# Écohébergement
Un écohébergement ou hébergement écologique est un type d'hébergement touristique qui répond aux critères de respect de l'environnement garantis par un label environnemental. Selon le type d'hébergement on parle d'écogîte, écohôtel, écolodge, écovillage de vacances ou encore éco-auberge de jeunesse. Les critères peuvent également s'appliquer à d'autres types d'hébergement, comme le refuge de montagne, le camping, la chambre d'hôte.

## Principe
Pour se voir attribuer le titre d'écohébergement, l'hébergement touristique doit s'inscrire dans une démarche destinée à limiter son impact sur l'environnement.
Cet engagement est certifié par un écolabel européen et/ou international comme le label de la Clef verte. En effet, la définition d'un hôtel « vert » est un établissement respectueux de l'environnement qui suit des engagements et des pratiques écologiques. Ces hôtels doivent être certifiés écologiques par un tiers indépendant ou par l'État où ils se trouvent.
The International Ecotourism Society (TIES), en préparation de l'Année internationale de l'écotourisme en 2002, donne cette définition, spécifique à l'écogîte mais utilisable pour les autres types d'hébergement : « le terme écogîte est une étiquette créée par l'industrie pour désigner un gîte touristique dépendant du milieu naturel et conforme à la philosophie de l'écotourisme ».
Christiane Gagnon, professeure à l'Université du Québec à Chicoutimi, donne, dans un ouvrage consacré à l'écotourisme, la distinction entre le gîte et l'écogîte. Pour elle, la distinction repose sur l'aspect artificiel du premier par rapport au second, censé être plus respectueux de son environnement. En effet, l'écogîte du fait des choix pour son implantation, ses installations, des services et des activités associés, correspond à une intégration au milieu naturel.
Hitesh Mehta, dans le guide International Ecolodge Guidelines (chapitres “Site Planning” et “Architectural Design”) définit l'écolodge comme « une infrastructure d’accueil de 5 à 75 chambres, financièrement durable, construite dans un souci d’harmonie avec la nature et dont l’impact sur l’environnement est par conséquent minime. Il contribue à protéger les espaces environnants fragiles, implique les communautés locales et leur permet de générer des bénéfices, offre aux touristes l’opportunité d’une expérience interprétative et interactive, et s’avère propice à une communion spirituelle entre nature et culture. L’écolodge est pensé, conçu, construit et exploité en accord avec des principes environnementaux et sociaux responsables. »
L'écogîte est un lieu privilégiant les énergies renouvelables (électricité solaire, éolienne ou hydraulique), il favorise le développement durable, limite au maximum la production de déchets (tri des déchets) et veille à une consommation faible de différentes ressources (utilisation d'eau de pluie…).
Il a pour objectif entre autres :
1. de préserver la faune et la flore ;
2. de privilégier l'économie locale ;
3. d'inciter les touristes au respect de l'environnement ;
4. de limiter l'impact environnemental des déchets par le tri sélectif ;
5. de maîtriser la consommation d'énergie en privilégiant les circuits locaux et les sources renouvelables ;
6. de s'intégrer parfaitement à son milieu : dès le départ lors de sa conception, puis lors de sa construction jusqu'à son exploitation.

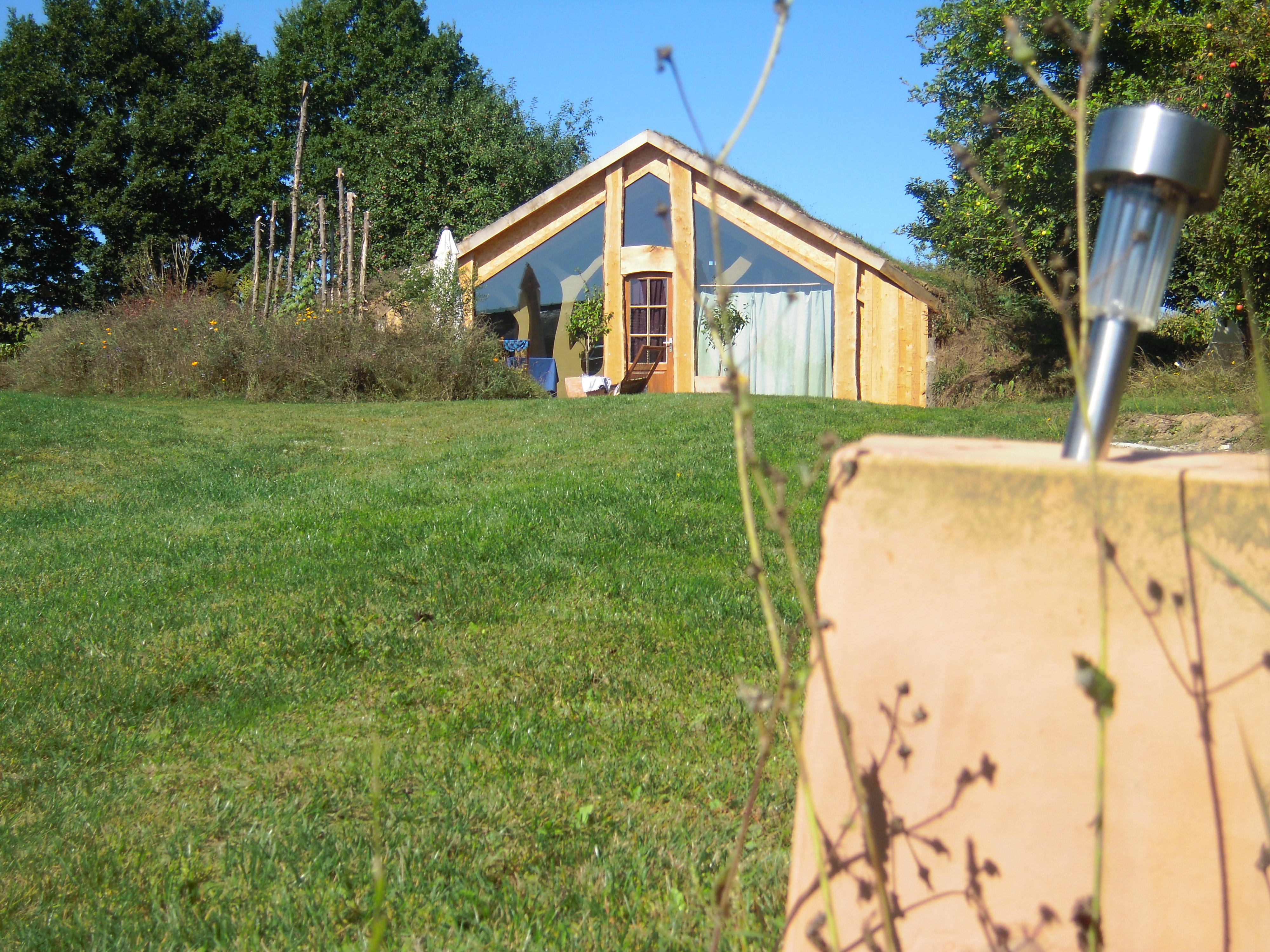
Jardin écologique.
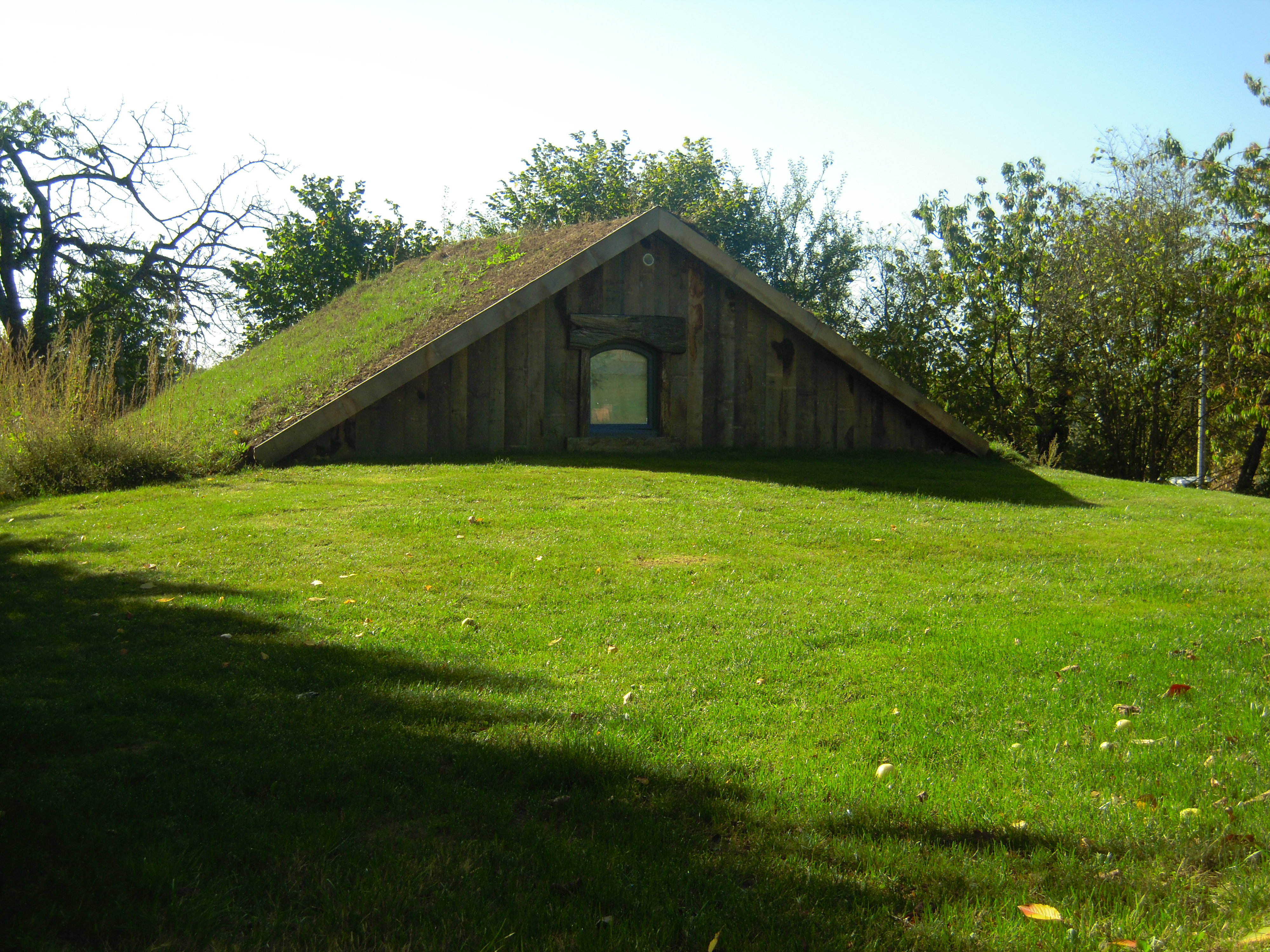
Cabane semi-enterrée.
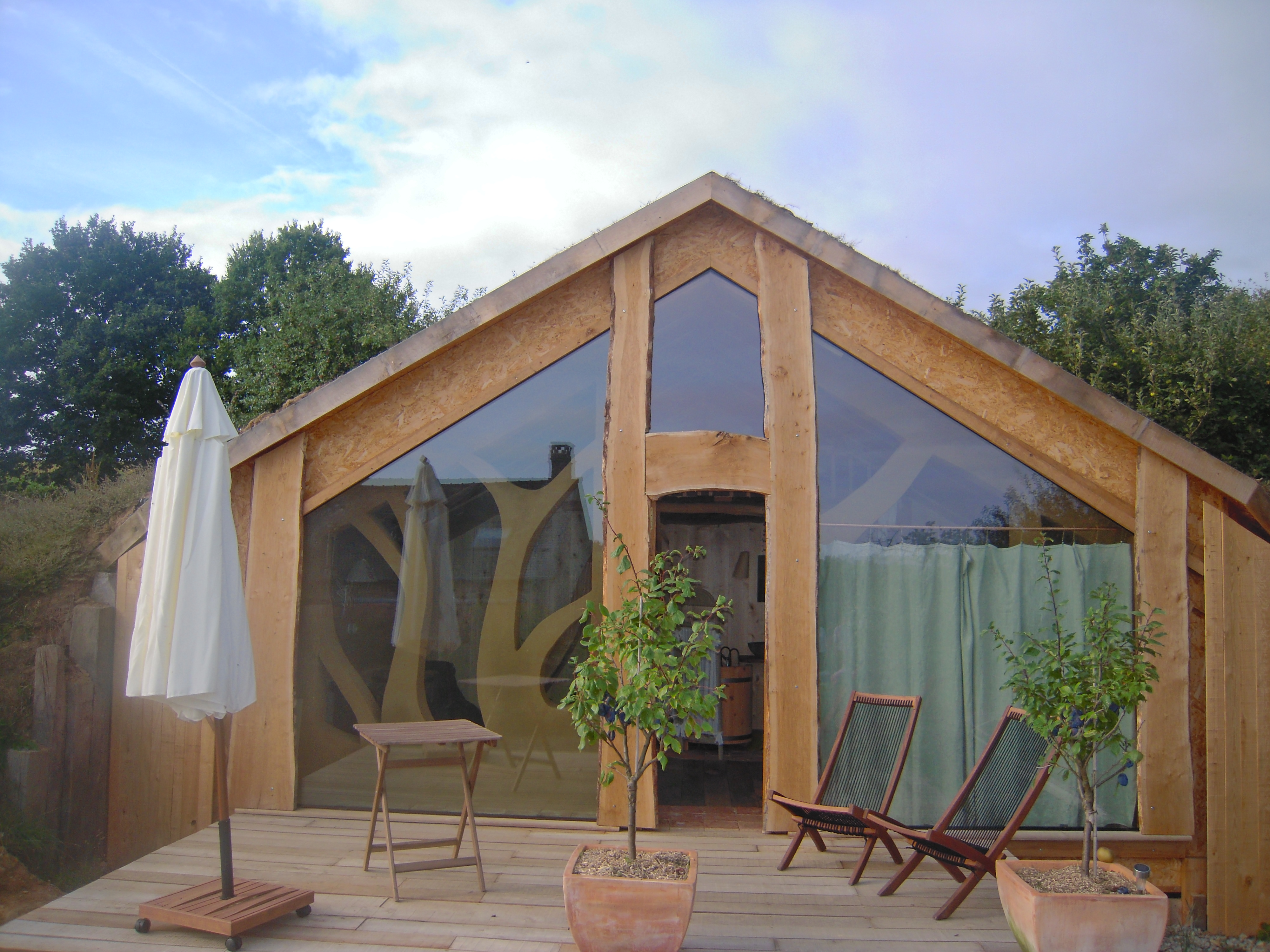
Cabane bioclimatique.
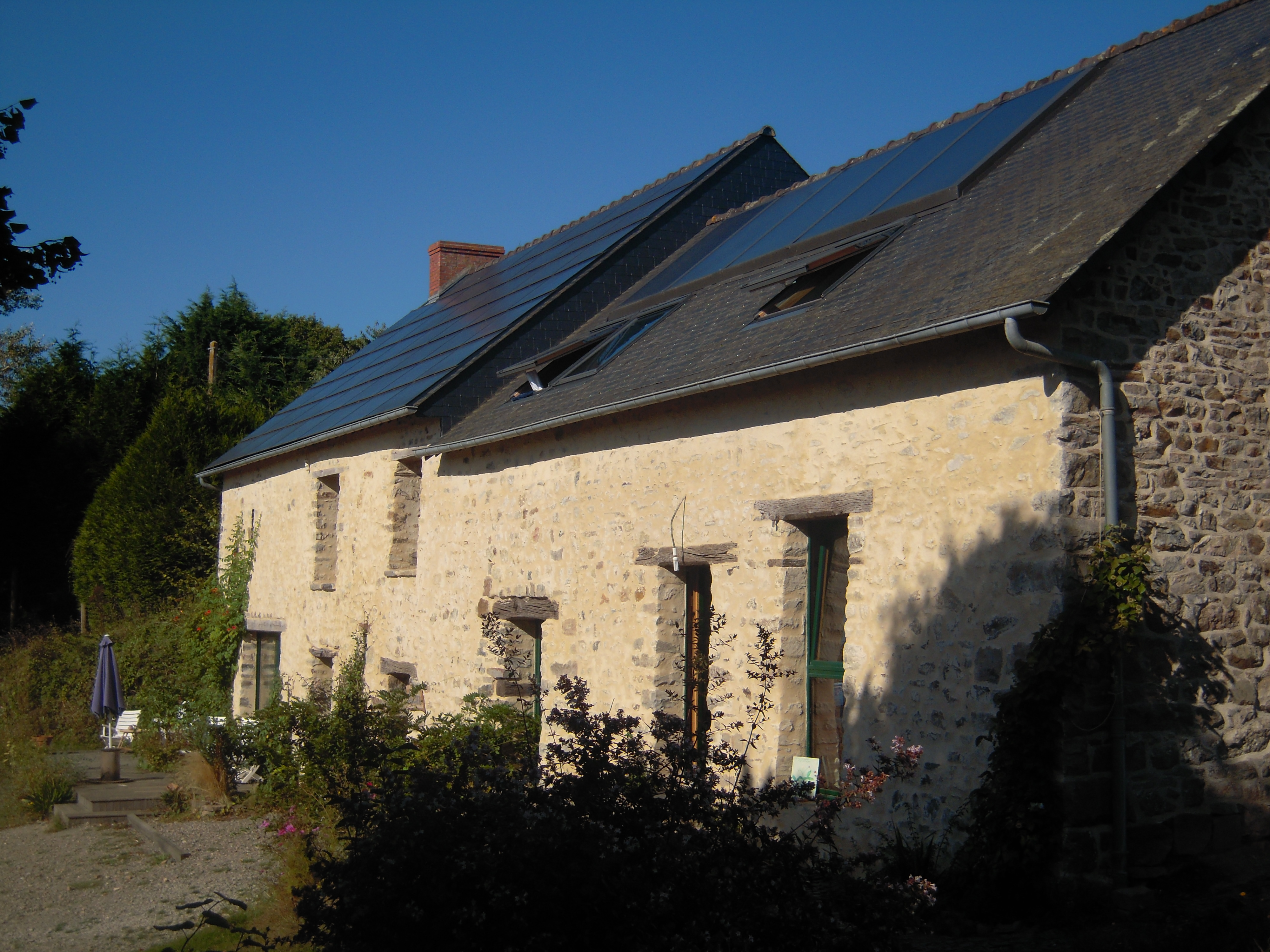
Ancien gîte rénové.

L'écohébergement constitue un modèle de logement durable dès lors qu'il inscrit sa construction dans les critères retenus par la règlementation en la matière.

## Les écolabels
Un écolabel peut être accordé à un gîte s'il répond au cahier des charges du label concerné :
- le label La Clef verte pour les gîtes et les habitations louées à des particuliers. Ce label danois est, depuis 2002, devenu un label international sous l'égide de la Fondation pour l'éducation à l'environnement en Europe (FEEE)[10],[11].

### En Europe
- L'Écolabel européen « services d'hébergement touristique » (ETLAS) pour les habitations louées à des particuliers et les gîtes. Création de la commission européenne en 2003[11].

#### En France
- Les Gîtes de France ont créé le label « Ecogîtes » pour les Habitations louées à des particuliers[1].